# Tabor (Gars am Kamp)
Tabor (auch Taberberg) ist eine ehemalige Wehranlage bei Gars am Kamp in Niederösterreich.

## Beschreibung
Die  Anlage  befindet  sich  an  der  Südostseite  des  Tabors (374 m ü. A.) auf  einem  nach Gars abfallenden  Höhenrücken  und  besteht  im  Kern  aus  einem  kegelstumpfförmigen  Erdwerk  innerhalb  eines  Ringgrabens,  dem  teilweise  Wälle  vorgelagert  sind.  Der   hausbergartige  Ansitz  ist,  obwohl  stark  überwachsen,  gut  erhalten  und  frei  zugänglich.

## Geschichte
Die archäologisch nachgewiesene, ausschließlich spätmittelalterliche Nutzung steht im Zusammenhang mit der Garser Burg und wurde bereits 1445 als verödet bezeichnet. Der heutige Name „Tabor“ stammt vermutlich aus der Zeit um 1770.